# Bymainiella terraereginae
Espèce
Synonymes
- Hexathele terraereginae Raven, 1976

Bymainiella terraereginae est une espèce d'araignées mygalomorphes de la famille des Hexathelidae.

## Distribution
Cette espèce est endémique d'Australie. Elle se rencontre en Nouvelle-Galles du Sud et au Queensland.

## Publication originale
- Raven, 1976 : A new spider of the genus Hexathele Ausserer (Dipluridae: Mygalomorphae) from Australia. Proceedings of the Royal Society of Queensland, vol. 87, p. 53-61.